# اللادينية في سويسرا
Religion in Switzerland - 2010 Census
وفقاً لاستطلاع لتعداد السويسري في عام 2001 تم تعريف 4.3% بأن لا دين لهم.
وفيما يتعلق بالمعتقد الشخصي، تبين لاستطلاع يوروباروميتر أن 48% من المواطنين السويسريين أعربوا عن اعتقاد «أن الله موجود»، بينما أعرب 39% عن ايمان «بنوع من الروح أو قوة الحياة» في حين أجاب 9% بأنهم لا يعتقدون أن «هناك أي نوع من روح، الله، أو قوة الحياة». نسبة التدين في انخفاض في سويسرا.